# 라인란트팔츠주의 주지사
라인란트팔츠주의 주지사는 라인란트팔츠주 주정부에서 행정 사무를 총괄하는 최고 수반이다. 라인란트팔츠주의 주지사는 5년마다 열리는 주의회 선거에서 당선된 의원들에 의해 선출된다. 현재 주지사는 사회민주당 소속의 말루 드라이어이다.

## 역대 주지사 목록
| 대수        | 대수                                       | 초상                            | 성명 (출생~사망)        | 정당                          | 재임기간            | 재임기간 | 재임일수 | 선거        | 내각 (참여 정당)                                    |
| ----------- | ------------------------------------------ | ------------------------------- | ----------------------- | ----------------------------- | ------------------- | -------- | -------- | ----------- | --------------------------------------------------- |
|             | 1                                          |                                 | 빌헬름 보덴 (1890~1961) | 독일 기독교민주연합           | 1946년              | 1947년   |          | ―           | 제1차 보덴 내각 (기민련·사민당·공산당)              |
| 1947년 선거 | 1                                          | 제2차 보덴 내각 (기민련)        | 빌헬름 보덴 (1890~1961) | 독일 기독교민주연합           | 1946년              | 1947년   |          |             |                                                     |
| 1947년 선거 |                                            | 2                               |                         | 페터 알트마이어 (1899~1977)   | 독일 기독교민주연합 | 1947년   | 1969년   |             | 제1차 알트마이어 내각 (기민련·사민당·자민당·공산당) |
| 1951년 선거 | 제2차 알트마이어 내각 (기민련·자민당)      | 2                               |                         | 페터 알트마이어 (1899~1977)   | 독일 기독교민주연합 | 1947년   | 1969년   |             |                                                     |
| 1955년 선거 | 제3차 알트마이어 내각 (기민련·자민당)      | 2                               |                         | 페터 알트마이어 (1899~1977)   | 독일 기독교민주연합 | 1947년   | 1969년   |             |                                                     |
| 1959년 선거 | 제4차 알트마이어 내각 (기민련·자민당)      | 2                               |                         | 페터 알트마이어 (1899~1977)   | 독일 기독교민주연합 | 1947년   | 1969년   |             |                                                     |
| 1963년 선거 | 제5차 알트마이어 내각 (기민련·자민당)      | 2                               |                         | 페터 알트마이어 (1899~1977)   | 독일 기독교민주연합 | 1947년   | 1969년   |             |                                                     |
| 1967년 선거 | 제6차 알트마이어 내각 (기민련·자민당)      | 2                               |                         | 페터 알트마이어 (1899~1977)   | 독일 기독교민주연합 | 1947년   | 1969년   |             |                                                     |
| 1967년 선거 |                                            | 3                               |                         | 헬무트 콜 (1930~2017)         | 독일 기독교민주연합 | 1969년   | 1976년   |             | 제1차 콜 내각 (기민련·자민당)                       |
| 1971년 선거 | 제2차 콜 내각 (기민련)                     | 3                               |                         | 헬무트 콜 (1930~2017)         | 독일 기독교민주연합 | 1969년   | 1976년   |             |                                                     |
| 1975년 선거 | 제3차 콜 내각 (기민련)                     | 3                               |                         | 헬무트 콜 (1930~2017)         | 독일 기독교민주연합 | 1969년   | 1976년   |             |                                                     |
| 1975년 선거 |                                            | 4                               |                         | 베른하르트 포겔 (1932~)       | 독일 기독교민주연합 | 1976년   | 1988년   |             | 제1차 포겔 내각 (기민련)                            |
| 1979년 선거 | 제2차 포겔 내각 (기민련)                   | 4                               |                         | 베른하르트 포겔 (1932~)       | 독일 기독교민주연합 | 1976년   | 1988년   |             |                                                     |
| 1983년 선거 | 제3차 포겔 내각 (기민련)                   | 4                               |                         | 베른하르트 포겔 (1932~)       | 독일 기독교민주연합 | 1976년   | 1988년   |             |                                                     |
| 1987년 선거 | 제4차 포겔 내각 (기민련·자민당)            | 4                               |                         | 베른하르트 포겔 (1932~)       | 독일 기독교민주연합 | 1976년   | 1988년   |             |                                                     |
| 1987년 선거 |                                            | 5                               |                         | 칼루트비히 바그너 (1930~2012) | 독일 기독교민주연합 | 1988년   | 1991년   |             | 바그너 내각 (기민련·자민당)                         |
|             | 6                                          |                                 | 루돌프 샤르핑 (1947~)   | 독일 사회민주당               | 1991년              | 1994년   |          | 1991년 선거 | 샤르핑 내각 (사민당·자민당)                         |
|             | 7                                          |                                 | 쿠르트 베크 (1949~)     | 독일 사회민주당               | 1994년              | 2013년   |          | 1991년 선거 | 제1차 베크 내각 (사민당·자민당)                     |
| 1996년 선거 | 7                                          | 제2차 베크 내각 (사민당·자민당) | 쿠르트 베크 (1949~)     | 독일 사회민주당               | 1994년              | 2013년   |          |             |                                                     |
| 2001년 선거 | 7                                          | 제3차 베크 내각 (사민당·자민당) | 쿠르트 베크 (1949~)     | 독일 사회민주당               | 1994년              | 2013년   |          |             |                                                     |
| 2006년 선거 | 7                                          | 제4차 베크 내각 (사민당)        | 쿠르트 베크 (1949~)     | 독일 사회민주당               | 1994년              | 2013년   |          |             |                                                     |
| 2011년 선거 | 7                                          | 제5차 베크 내각 (사민당·녹색당) | 쿠르트 베크 (1949~)     | 독일 사회민주당               | 1994년              | 2013년   |          |             |                                                     |
| 2011년 선거 |                                            | 8                               |                         | 말루 드라이어 (1961~)         | 독일 사회민주당     | 2013년   | 현직     |             | 제1차 드라이어 내각 (사민당·녹색당)                 |
| 2016년 선거 | 제2차 드라이어 내각 (사민당·자민당·녹색당) | 8                               |                         | 말루 드라이어 (1961~)         | 독일 사회민주당     | 2013년   | 현직     |             |                                                     |
| 2021년 선거 | 제3차 드라이어 내각 (사민당·녹색당·자민당) | 8                               |                         | 말루 드라이어 (1961~)         | 독일 사회민주당     | 2013년   | 현직     |             |                                                     |